# Sajed Borhan
Sajed Borhan ibn Arslan (tatarsko سید برهان, Säjed Borhan, rusko Сеид-Бурхан, Seid Burhan) je bil v letih 1627–1679 sultan Kasimskega kanata, * 1626, † okoli 1679. 
Bil je sin Arslana Kasimskega in Fatime Sultan. Za sultana  Kasimskega kanata je bil kronan po očetovi smrti leta 1627. Ker je bil še otrok, sta  v njegovem imenu vladala mati Fatima Sultan in stari oče Aga Mohamed Šah Kuli Sajed. Med vladanjem Sajeda Borhana je Kasimski kanat prišel pod popolno rusko oblast, ki je prisilno pokristjanjala muslimane. Leta 1679 je odstopil in se dal krstiri za Vasilija.

## Vira
- Вельяминов-Зернов В.В. Исследование о касимовских царях и царевичах. Ч. 3.  СПб. 1866.
- Säyed Borhan xan/Сәет Борһан хан. Tatar Encyclopaedia (tatarščina). Kazan: The Republic of Tatarstan Academy of Sciences. Institution of the Tatar Encyclopaedia. 2002.

| Sajed Borhan KučumovičiRojen: 1626 Umrl: okoli 1679 |                                 |                          |
| Vladarski nazivi                                    |                                 |                          |
| Predhodnik: Arslan Kasimski                         | Kan Kasimskega kanata 1627—1679 | Naslednik: Fatima Sultan |